# Parallel Lines
Parallel Lines (в переводе с англ. — «Параллельные линии») — третий студийный альбом американской группы Blondie, выпущенный в 1978 году. Диск входит в список 500 величайших альбомов всех времён по версии журнала Rolling Stone. Реализован в количестве более 20 миллионов экземпляров.

## Об альбоме
Parallel Lines содержит ряд популярных композиций, выпущенных также на синглах: «Heart of Glass», «Sunday Girl», «One Way or Another», «Picture This», «I’m Gonna Love You Too», «Hanging on the Telephone». Две из них — «Heart of Glass» и «Sunday Girl» — достигли верхней строчки национального хит-парада Великобритании, «Heart of Glass» также заняла первое место и в американском хит-параде. Песня «One Way or Another» по итогам года была признана одной из лучших (наряду с «Heart of Glass») в США. Перечисленные песни прочно входят в концертный репертуар коллектива, на некоторые из них сняты видеоклипы.

## Список композиций
| №  | Название                                      | Автор(ы)                               | Длительность |
| -- | --------------------------------------------- | -------------------------------------- | ------------ |
| 1. | «Hanging on the Telephone» (кавер The Nerves) | Джек Ли                                | 2:17         |
| 2. | «One Way or Another»                          | Дебби Харри, Найджел Харрисон          | 3:31         |
| 3. | «Picture This»                                | Дебби Харри, Крис Стейн, Джимми Дестри | 2:53         |
| 4. | «Fade Away and Radiate»                       | Крис Стейн                             | 3:57         |
| 5. | «Pretty Baby»                                 | Дебби Харри, Крис Стейн                | 3:16         |
| 6. | «I Know But I Don’t Know»                     | Фрэнк Инфанте                          | 3:53         |

| №   | Название                 | Автор(ы)                                   | Длительность |
| --- | ------------------------ | ------------------------------------------ | ------------ |
| 7.  | «11:59»                  | Джимми Дестри                              | 3:19         |
| 8.  | «Will Anything Happen?»  | Джек Ли                                    | 2:55         |
| 9.  | «Sunday Girl»            | Крис Стейн                                 | 3:01         |
| 10. | «Heart of Glass»         | Дебби Харри, Крис Стейн                    | 3:54         |
| 11. | «I’m Gonna Love You Too» | Джо Б. Молдин, Ники Салливан, Норман Петти | 2:03         |
| 12. | «Just Go Away»           | Дебби Харри                                | 3:21         |

Примечания
- Первоначальная версия «Heart of Glass» была заменена диско-версией (длина — 5:50) на альбомах, отпрессованных с марта 1979 года.
- В аннотациях к пластинке Parallel Lines были слова к песне «Parallel Lines», хотя её не было в альбоме.

| №   | Название | Автор(ы)                | Длительность |
| --- | --- | ----------------------- | ------------ |
| 13. | «Once I Had a Love (aka The Disco Song)» (1978 version)                                                     | Дебби Харри, Крис Стейн | 3:18         |
| 14. | «Bang a Gong (Get It On)» (концертная запись 11 апреля 1978 года в клубе The Paradise, Бостон, Массачусетс) | Марк Болан              | 5:30         |
| 15. | «I Know But I Don’t Know» (концертная запись 11 июня 1978 года в Walnut Theatre, Филадельфия, Пенсильвания) | Фрэнк Инфанте           | 4:35         |
| 16. | «Hanging on the Telephone» (концертная запись 1980 года в Далласе, Техас)                                   | Джек Ли                 | 2:21         |

| №   | Название                                             | Длительность |
| --- | ---------------------------------------------------- | ------------ |
| 13. | «Heart of Glass» (7" Single Version)                 | 4:10         |
| 14. | «Sunday Girl» (French Version)                       | 3:04         |
| 15. | «Hanging on the Telephone» (Nosebleed Handbag Remix) | 6:14         |
| 16. | «Fade Away and Radiate» (108 BPM Remix)              | 5:16         |

| №  | Название                                | Длительность |
| -- | --------------------------------------- | ------------ |
| 1. | «Heart of Glass»                        | 3:42         |
| 2. | «Hanging on the Telephone»              | 2:26         |
| 3. | «Picture This»                          | 2:56         |
| 4. | «Sunday Girl (Live on Top of the Pops)» | 3:53         |

| №   | Название        | Длительность |
| --- | --------------- | ------------ |
| 13. | «What I Heard»  | 3:20         |
| 14. | «Girlie Girlie» | 3:25         |

## Участники записи
Blondie
- Дебора Харри — вокал
- Клем Бёрк — ударные
- Джимми Дестри[англ.] — электроклавишные
- Найджел Харрисон[англ.] — бас-гитара
- Фрэнк Инфанте[англ.] — гитара; вокал (в «I Know But I Don’t Know»)
- Крис Стейн — двенадцатиструнная гитара, E-bow

Технический персонал
- Майк Чепмен — продюсер
- Питер Колман — звукорежиссёр, ассистент продюсера, ассистент звукорежиссёра
- Грей Рассел — ассистент звукорежиссёра
- Роберт Фрипп — гитара (в «Fade Away and Radiate»)
- Эдо Бертоглио[англ.] — фотограф
- Фрэнк Дуарте — иллюстратор
- Кевин Флаэрти — продюсер переиздания 2001 года
- Стив Холл — мастеринг
- Питер Лидс — менеджер
- Ramey Communications — арт-директор, графический дизайн
- Джерри Родригес — разработка шрифта

## Позиции в хит-парадах, сертификации

### Позиции в хит-парадах
| Год       | Хит-парад                                  | Высшая позиция | Пребывание в чарте |
| --------- | ------------------------------------------ | -------------- | ------------------ |
| 1978—1979 | Австралия (Kent Music Report)              | 2              | нет данных         |
| 1978—1979 | Австрия (Ö3 Austria)                       | 24             | 4 недели           |
| 1978—1979 | Великобритания (UK Albums Chart)           | 1              | 115 недель         |
| 1978—1979 | Италия (Musica e dischi)                   | 13             | 15 недель          |
| 1978—1979 | Канада (RPM Top Albums/CDs)                | 2              | 34 недели          |
| 1978—1979 | Нидерланды (Nationale Hitparade LP Top 20) | 7              | 14 недель          |
| 1978—1979 | Новая Зеландия (RMNZ)                      | 3              | 41 неделя          |
| 1978—1979 | Норвегия (VG-lista)                        | 16             | 6 недель           |
| 1978—1979 | Португалия (Música & Som)                  | 7              | нет данных         |
| 1978—1979 | США (Billboard 200)                        | 6              | 103 недели         |
| 1978—1979 | Финляндия (Suomen virallinen lista)        | 11             | 32 недели          |
| 1978—1979 | ФРГ (Offizielle Top 100)                   | 9              | 30 недель          |
| 1978—1979 | Швеция (Sverigetopplistan)                 | 9              | 27 недель          |
|           |                                            |                |                    |
| 2018      | Великобритания (UK Physical Albums (OCC)   | 33             | 17 недель          |
| 2018      | Великобритания (UK Vinyl Albums (OCC)      | 4              | 13 недель          |
| 2018      | Шотландия (Scottish Albums Chart)          | 29             | 25 недель          |

| Год  | Хит-парад                          | Позиция |
| ---- | ---------------------------------- | ------- |
| 1978 | Великобритания (OCC)               | 45      |
| 1978 | Нидерланды (Buma/Stemra)           | 49      |
|      |                                    |         |
| 1979 | Австралия (Kent Music Report)      | 12      |
| 1979 | Великобритания (Gallup Poll)       | 1       |
| 1979 | Канада (RPM Year-End)              | 27      |
| 1979 | Новая Зеландия (RMNZ)              | 9       |
| 1979 | США (Billboard Top Popular Albums) | 9       |
| 1979 | ФРГ (Jahrescharts Deutschland)     | 17      |
|      |                                    |         |
| 1980 | Великобритания (Gallup Poll)       | 39      |
| 1980 | США (Billboard Top Popular Albums) | 40      |

### Сертификации
| Регион                                                      | Сертификация  | Продажи   |
| ----------------------------------------------------------- | ------------- | --------- |
| Австралия (ARIA)                                            | Платиновый    | 70 000^   |
| Великобритания (BPI)                                        | Платиновый    | 1 694 353 |
| Канада (Music Canada)                                       | 4× Платиновый | 400 000^  |
| Нидерланды (NVPI)                                           | Золотой       | 50 000^   |
| Новая Зеландия (RMNZ)                                       | Платиновый    | 15 000^   |
| США (RIAA)                                                  | Платиновый    | 1 500 000 |
| Югославия                                                   | Платиновый    | 100 000   |
| ^ Данные о тиражах приведены только на основе сертификации. |               |           |